# Miroslav Hýll
Miroslav Hýll (Žilina, 20 settembre 1973) è un ex calciatore slovacco, di ruolo portiere.

## Carriera

### Nazionale
Ha collezionato sei presenze con la propria Nazionale.